# Haemodipsus setoni
Haemodipsus setoni – gatunek wszy należący do rodziny Polyplacidae, pasożytujący na gryzoniach z rodziny zającowatych takich jak: zając wielkouchy (Lepus californicus), zając amerykański (Lepus americanus), zając bielak (Lepus timidus), Lepus townsendi, zając tolaj (Lepus tolai), Sylvilagus audubonii, Sylvilagus nuttallii. Powoduje chorobę wszawicę. 
Samiec długości 1,5 mm, samica 1,8 mm. Są silnie spłaszczone grzbietowo-brzusznie. Samica składa  jaja zwane gnidami, które są mocowane specjalnym "cementem" u nasady włosa. Rozwój osobniczy trwa po wykluciu się z jaja około 14 dni. Pasożytuje na skórze. Występuje na terenie Ameryki Północnej, Europy i Azji.